# Danny Kaye

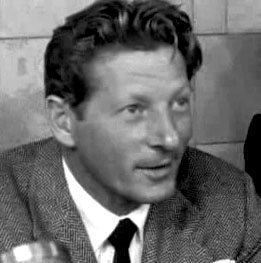
Danny Kaye

Danny Kaye născut David Daniel Kaminsky (n. 18 ianuarie 1911, New York City, New York, SUA – d. 3 martie 1987, Los Angeles, California, SUA) a fost un actor evreu-american de film.

## Biografie
S-a născut din părinți evrei, pe numele lor Jacob și Clara Kaminsky. Este unul dintre cei mai faimoși comedianți ai lumii. A urmat studiile primare la Școala 149 din New York, Brooklyn. Încă de pe atunci avea înclinații artistice pentru că spunea multe bancuri și era sursa de amuzament a colegilor săi. A urmat liceul Thomas Jefferson, pe care însă nu l-a terminat. În 1933 a apărut în vodevilul "Three Terpsichoreans". A fost debutul său. Atunci a folosit pentru prima oară numele de Danny Kaye. Pentru că a devenit foarte căutat, a avut șansa să joace și pe scene din străinătate. Și pentru că nu știa limba locală, a fost nevoit să învețe pantomimă și să își construiască numere proprii în care avea incluse cântece, gesturi, expresii faciale sugestive. Își construise atât de bine rolurile încât fiica sa a mărturisit mai târziu că au avut chiar dezavantaje. Aflați în China, au dorit să comande friptură de pui, iar tatăl său i-a imitat pasărea chelnerului atât de bine încât acesta le-a adus două ouă.

## Filmografie
- 1935 Moon Over Manhattan, regia Al Christie
- 1945 La arme (Up in Arms), regia Elliott Nugent
- 1945 Omul miracol (Wonder Man), regia H. Bruce Humberstone
- 1946 Puștiul din Brooklyn (The Kid from Brooklyn), regia Norman Z. McLeod
- 1947 Viața secretă a lui Walter Mitty (The Secret Life of Walter Mitty), regia Norman Z. McLeod
- 1948 S-a născut un cântec (A song is born), regia Howard Hawks
- 1949 Revizorul (The Inspector General) - ecranizare a piesei de teatru Revizorul de Gogol
- 1951 Pe Riviera (On the Riviera), regia Walter Lang
- 1952 Hans Christian Andersen (Hans Christian Andersen), regia Charles Vidor
- 1954 Bate-n lemn (Knock on Wood), regia Norman Panama și Melvin Frank
- 1954 Crăciun alb (White Christmas), regia Michael Curtiz
- 1955 Bufonul regelui (The Court Jester), regia Melvin Frank și Norman Panama
- 1958 Merry Andrew (Merry Andrew), regia Michael Kidd
- 1958 Eu și colonelul (Me and the Colonel), regia Peter Glenville
- 1959 Cinci penny (The Five Pennies), regia Melville Shavelson
- 1961 Sosia generalului (On the Double), regia Melville Shavelson
- 1963 Omul de la Diner's Club (The Man From the Diner's Club), regia Frank Tashlin
- 1969 Nebuna din Chaillot (The Madwoman of Chaillot), regia Bryan Forbes

- 1981 Skokie (film TV)